# 香港佐治五世紀念公園

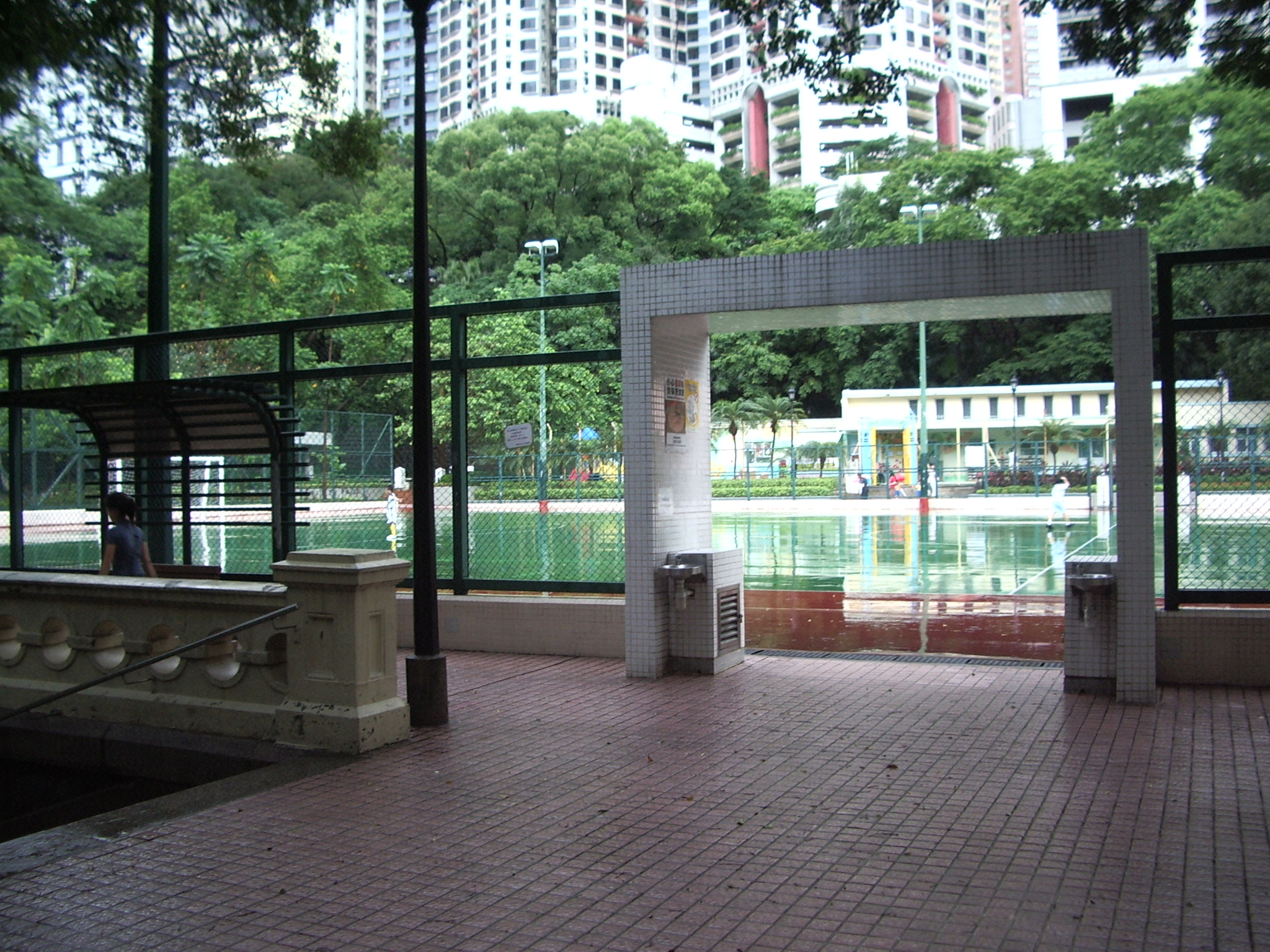
港島綫西營盤站位於足球場地底

佐治五世紀念公園（英語：King George V Memorial Park）位於香港西營盤，是一個歷史悠久的公園。現在由香港康樂及文化事務署管理。1936年落成，俗稱「花園仔」，其后于日占时期荒废，成為亂葬崗。1954年3月29日重新开放。

## 歷史及簡介
公園建於1936年，適逢同年1月英國國王乔治五世駕崩，香港政府便以其名命名香港新建的兩個公園（另一個是九龍佐治五世紀念公園）。公園外牆由古老大麻石建成，園內有無數歷史久遠的細葉榕樹、其他設施還包括一個標準足球場，以及兒童遊樂場等。
公園內的南部有一家由註冊慈善機構香港保護兒童會幼兒院開辦的譚雅士幼兒學校，是至今香港唯一開在政府公園內的幼稚園和學校。
港鐵西港島綫的西營盤站建築工程位於本公園地底。港鐵公司的文件顯示，選擇此公園作為建築工地之一，是為了避免影響其餘路面的交通。

## 位置及鄰接街道
- 北臨以大量古老細葉榕樹及石牆而聞名的醫院道
- 西面接「長命斜」東邊街[註 1]
- 南面為高街
- 東接港燈的變電站

## 實景

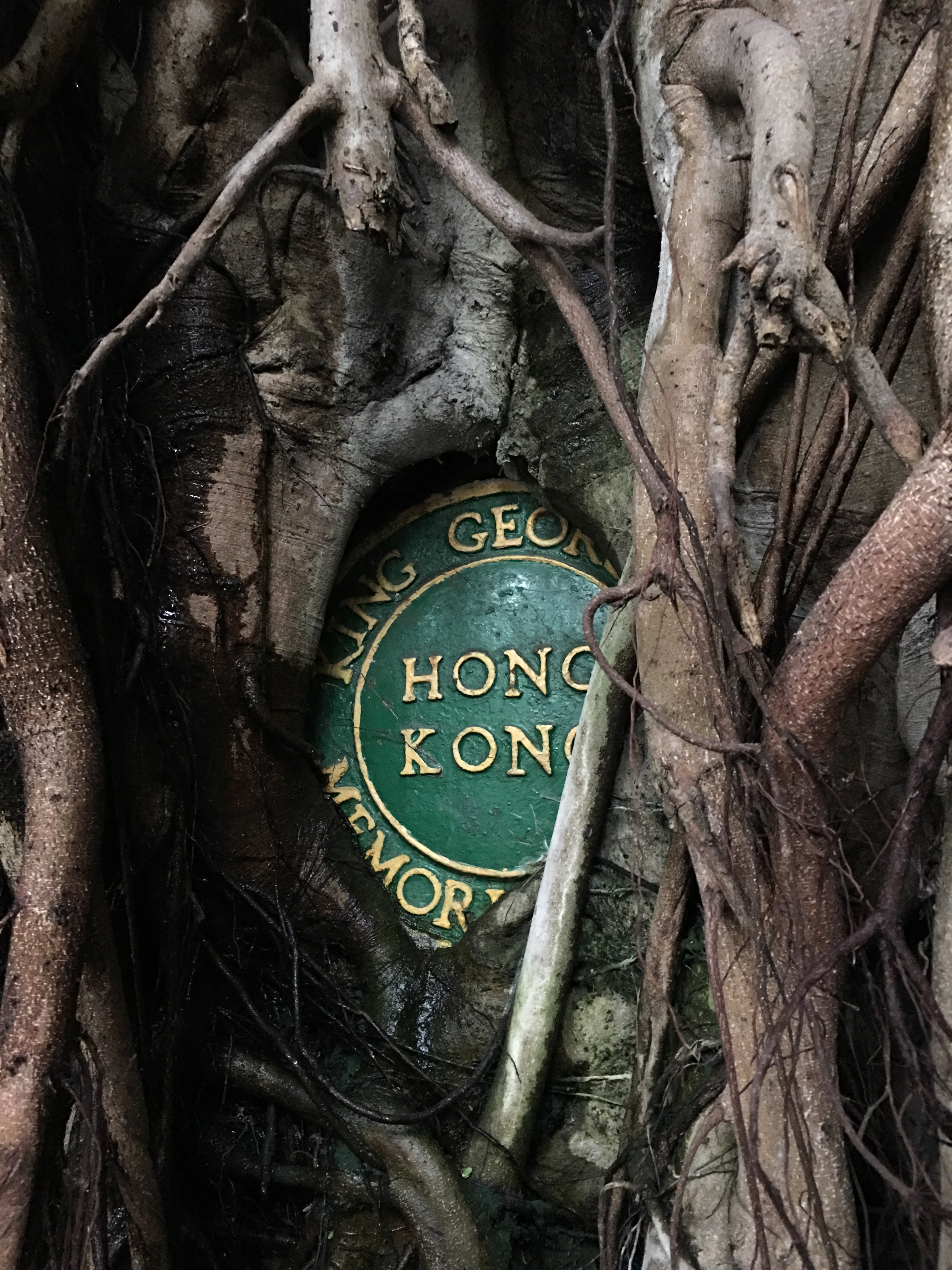
香港佐治五世紀念公園的細葉榕歷史深厚
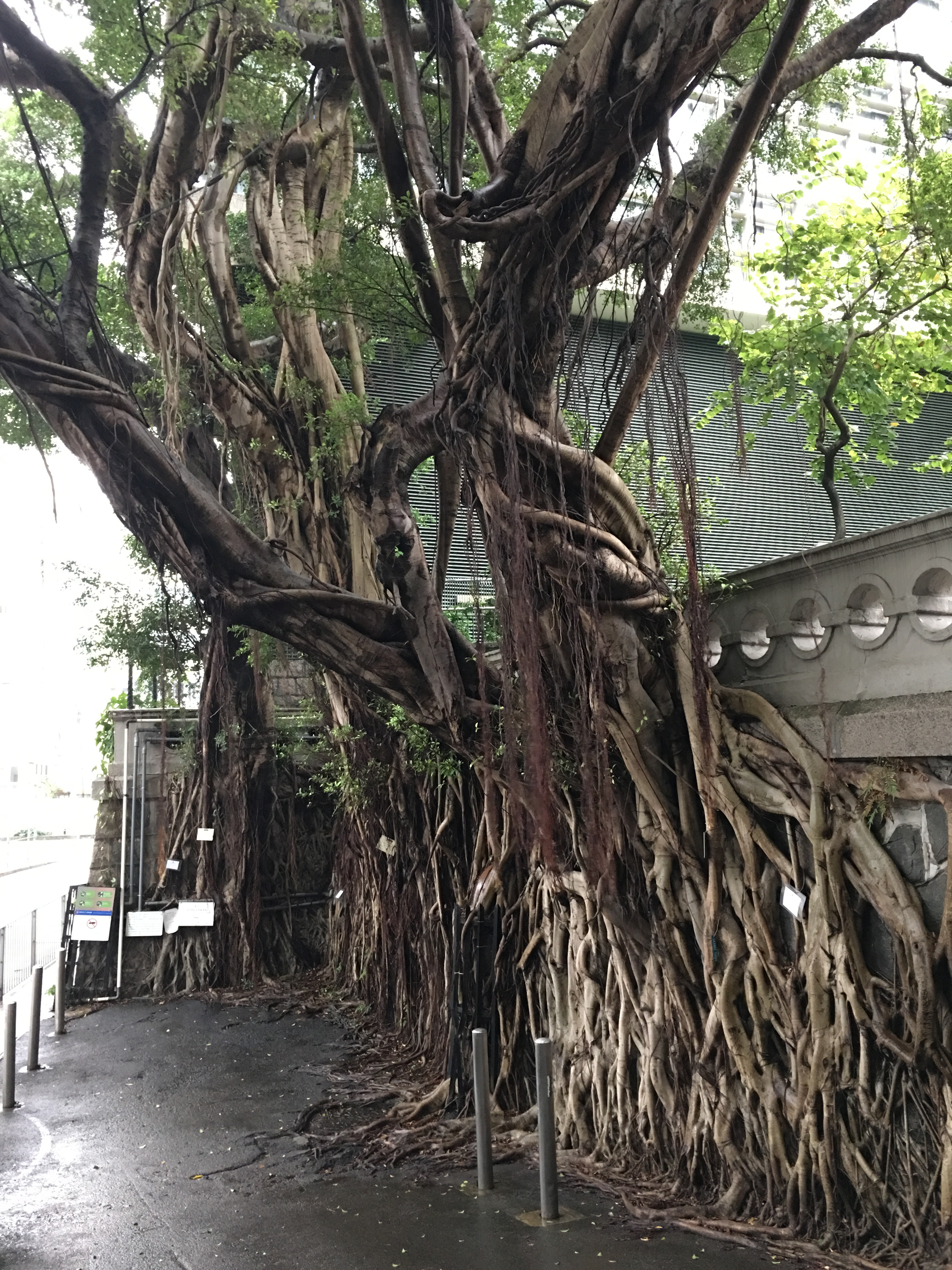
香港佐治五世紀念公園的古老細葉榕
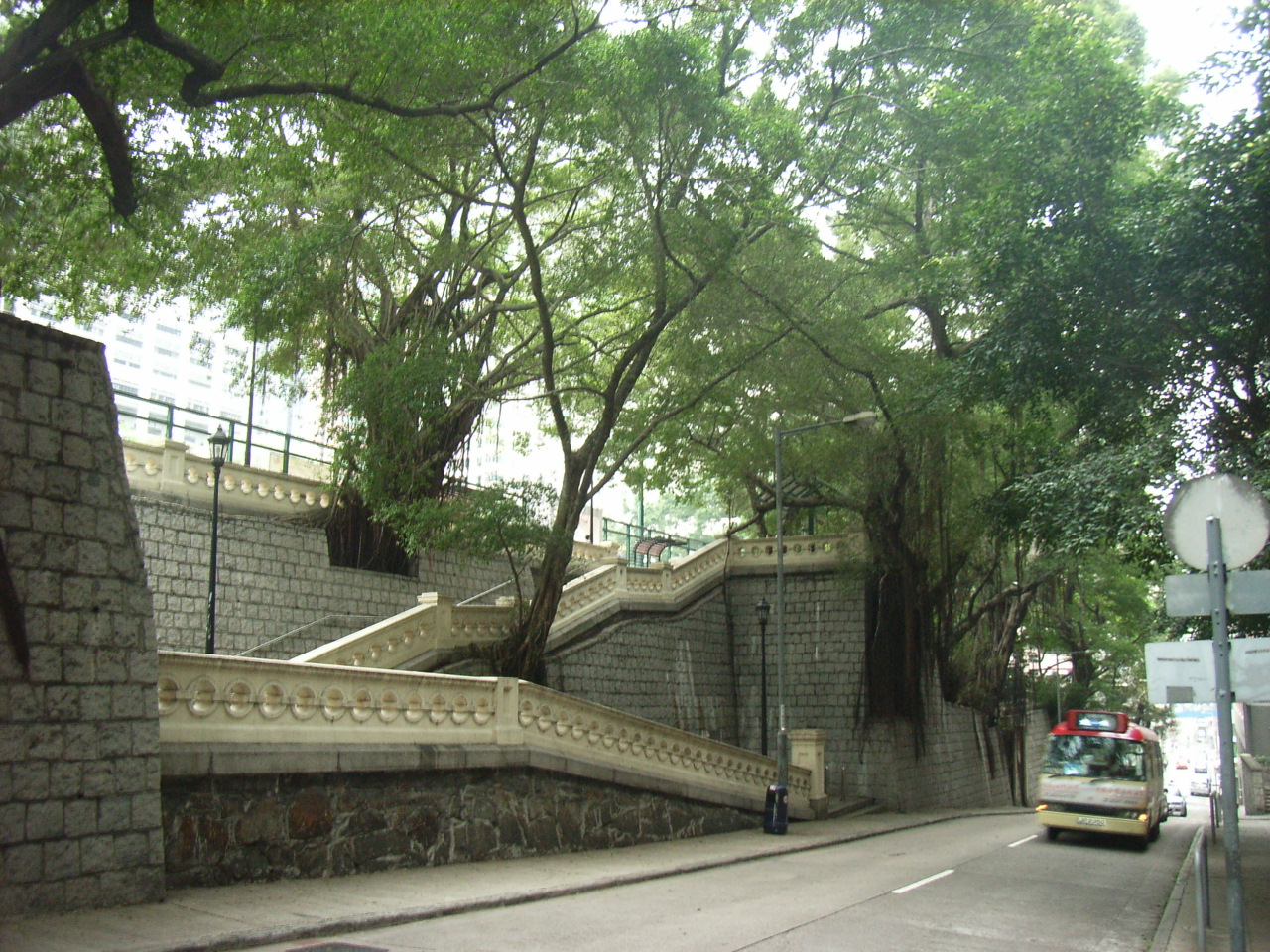
香港佐治五世紀念公園的古老石牆樹（已被列入《古樹名木冊》）
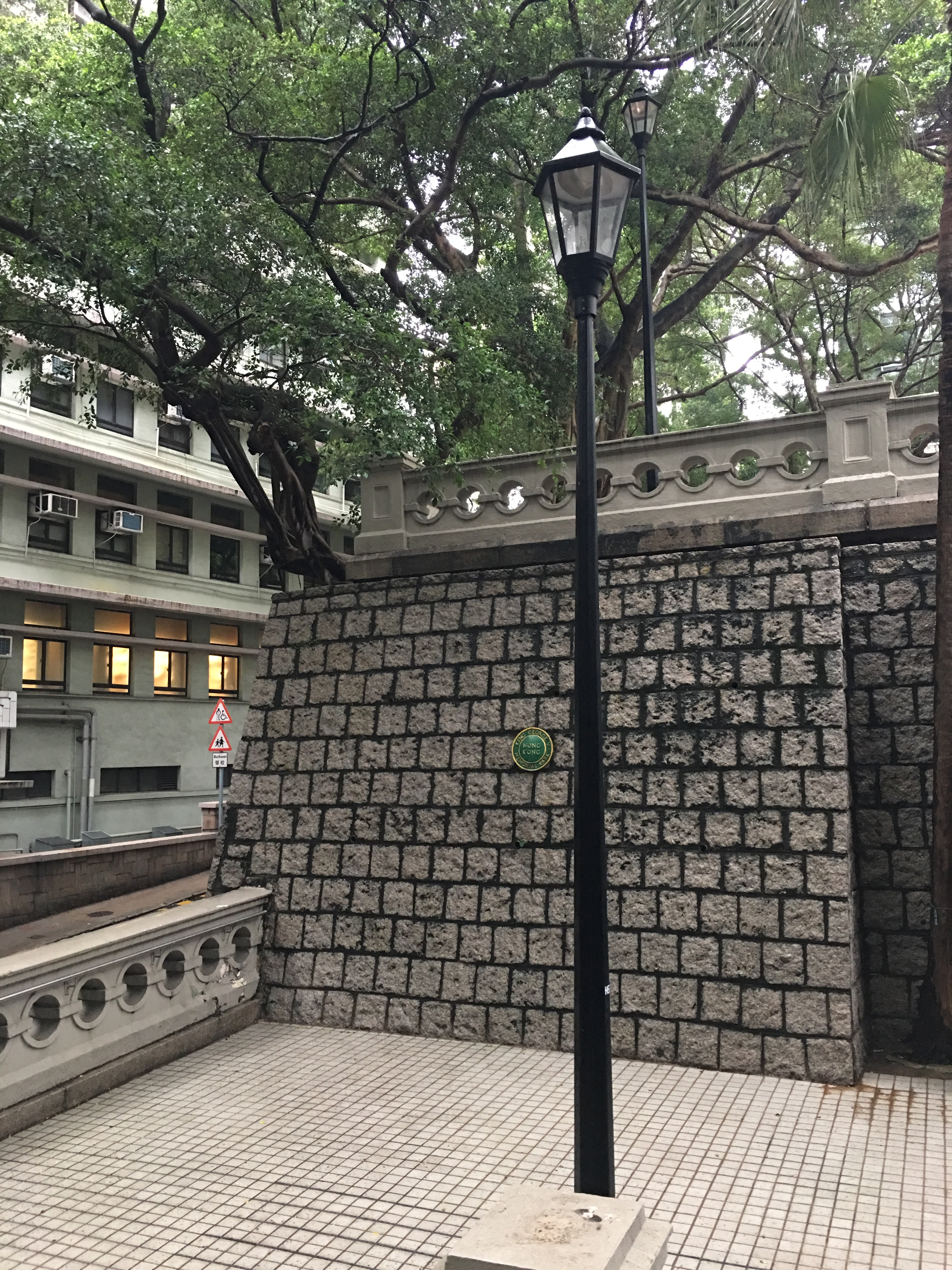
香港佐治五世紀念公園的維多利亞式街燈
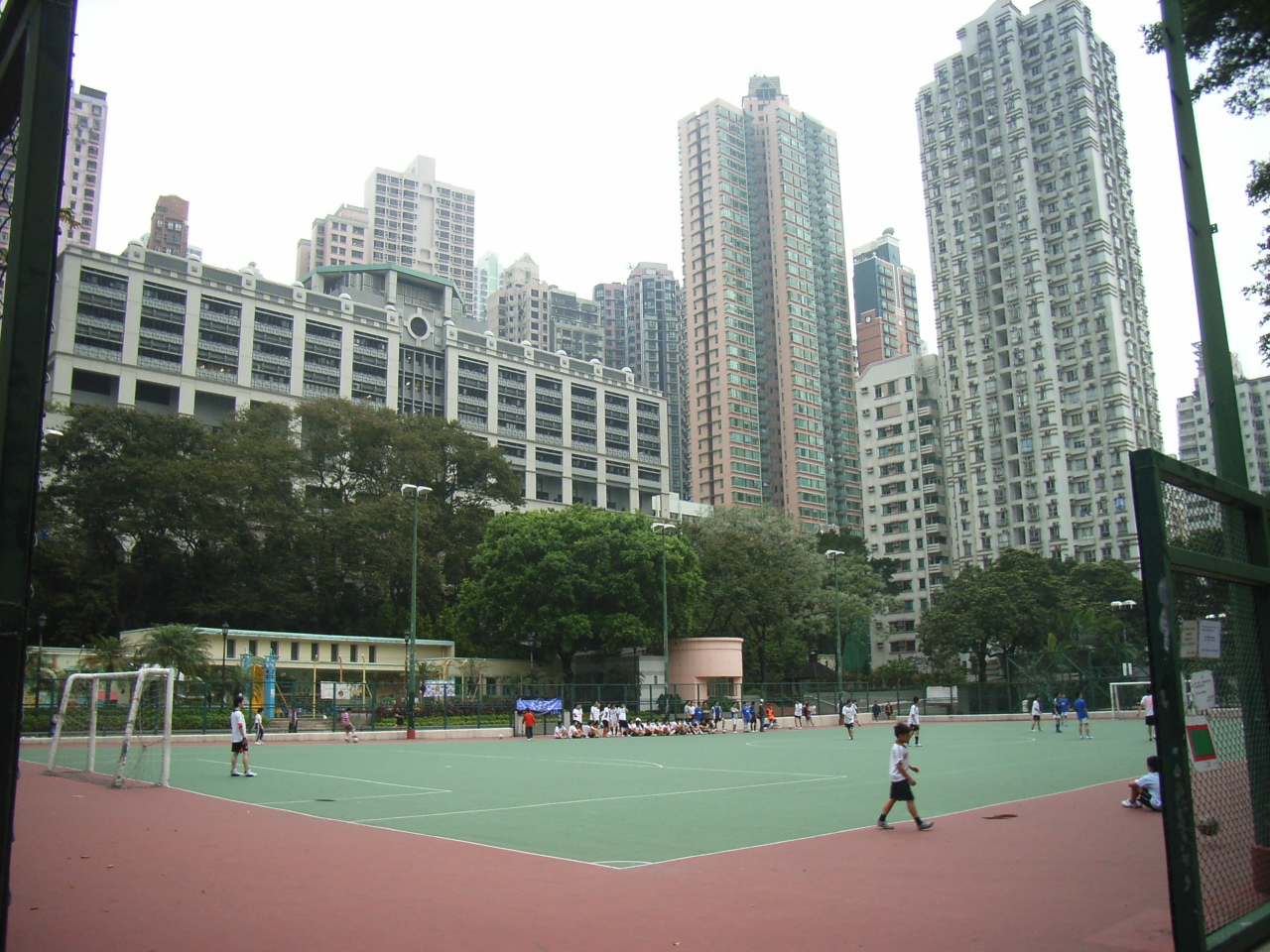
香港佐治五世紀念公園足球場及環境風光
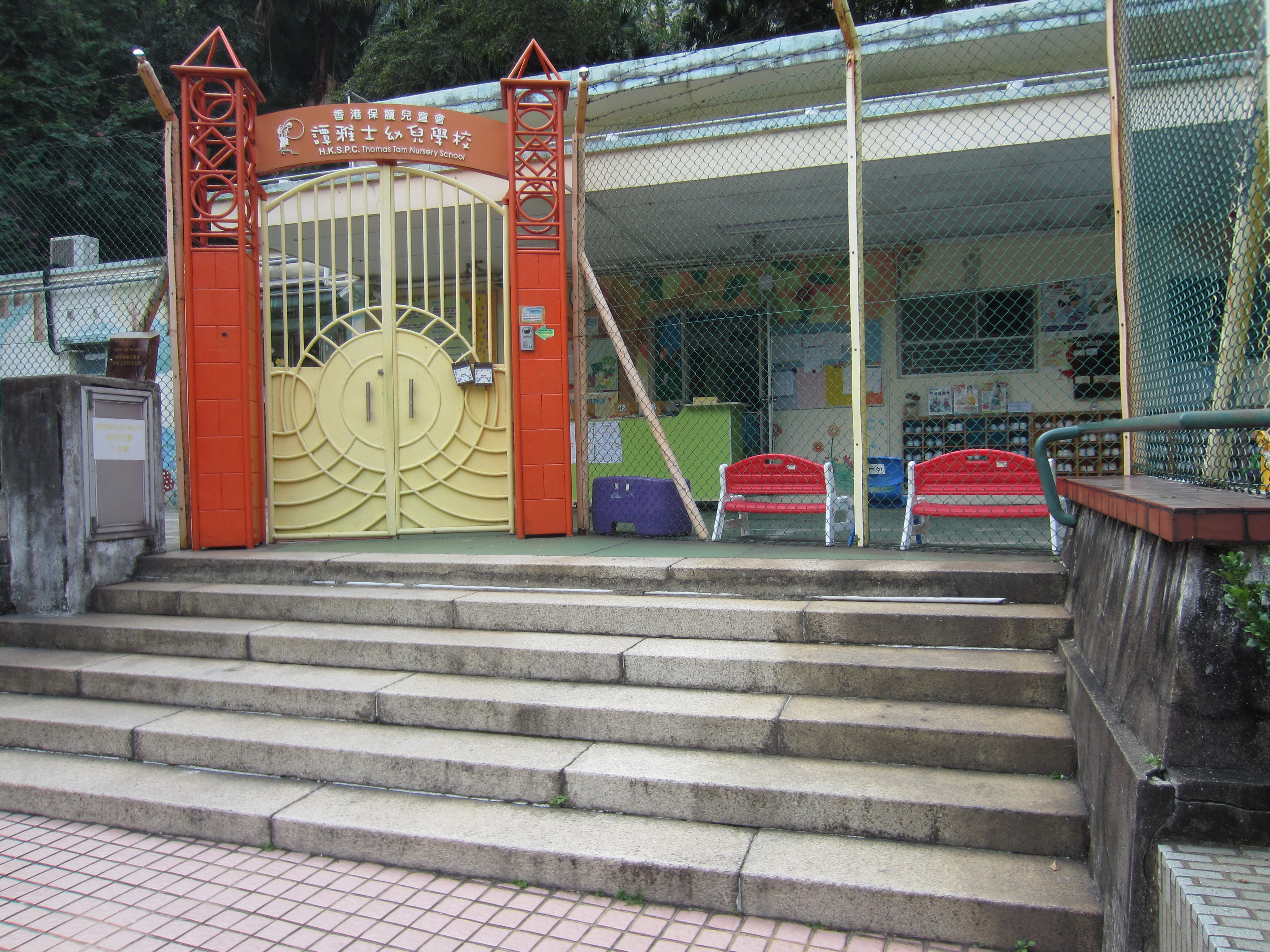
香港保護兒童會譚雅士幼兒學校
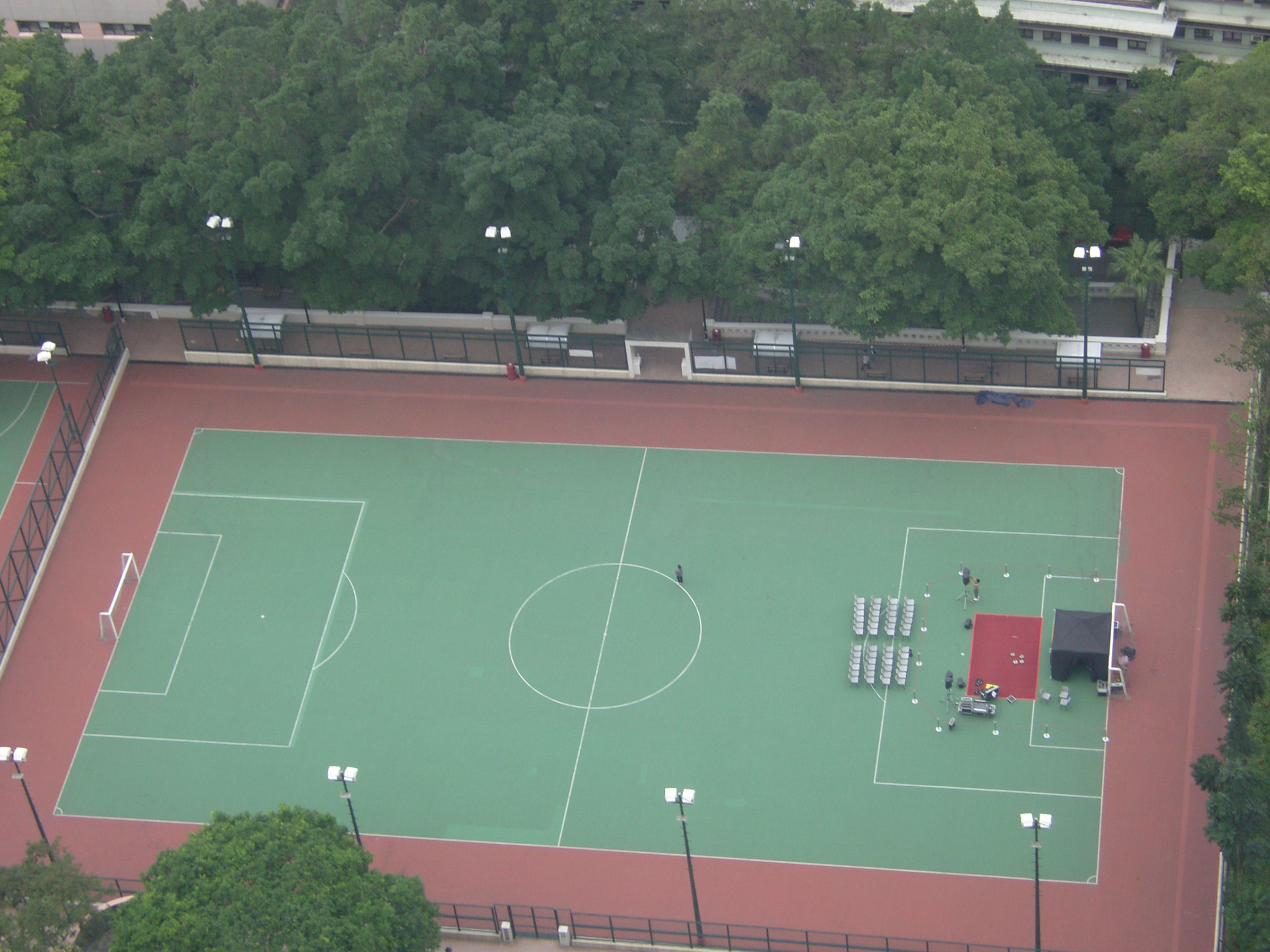
香港佐治五世紀念公園足球場（高空拍攝）

## 安排
此場地全面禁煙。

## 鄰近著名建築物
- 贊育醫院新院
- 菲臘牙科醫院
- 西營盤賽馬會分科診所
- 西營盤社區綜合大樓
- 戴麟趾康復中心南翼（前半山警署）
- 戴麟趾育嬰健康院
- 戴麟趾美沙酮中心